# Drymaria apetala
Drymaria apetala är en nejlikväxtart som beskrevs av Friedrich Gottlieb Bartling. Drymaria apetala ingår i släktet Drymaria och familjen nejlikväxter. Inga underarter finns listade i Catalogue of Life.